# 마카베오상

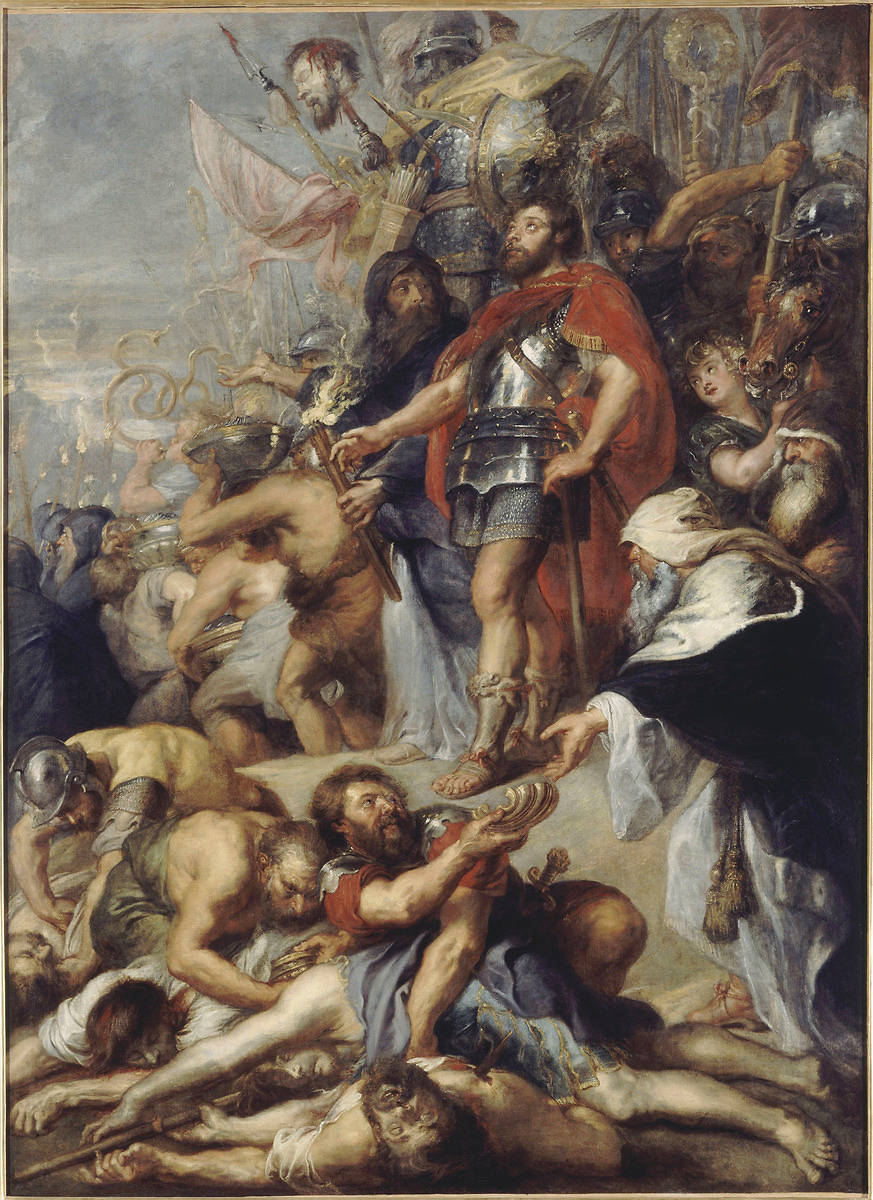

마카베오상 또는 마카베오기 제1권(그리스어: Μακκαβαίων 마카베온[*], 히브리어: המכבי 마카비, 영어: Book of Maccabees)은 기독교의 가톨릭과 정교회 및 개신교 일부 종파에서 정경으로 취급하는 구약성경이다. 요야립 가문의 사제이자 시메온의 손자 마타티아스의 아들 유다 마카베오에 대해 쓴 역사서이다.
에스라기 이후 페르시아 제국의 멸망과 유대인들의 저항에 대해 쓰고 있으며 상권에서는 페르시아 제국의 멸망에서부터 유대인들의 저항 지도자 시몬이 살해당하기까지를 기록하며 셀레우코스 제국의 역사도 보여준다.

## 내용
1장 마케도니아의 임금 알렉산드로스 대왕은 정복 활동을 펼쳐 페르시아 제국을 정벌하고 온 세상의 임금들을 죽여 넓은 영토와 제국을 확보한다. 그러나 33세의 젊은 나이에 죽고 제국은 그의 부하 장수들에 의해 나뉘고 그들을 세상을 온 악으로 가득 채웠다.
그리스 왕국의 왕으로 즉위한 안티오코스 에피파네스는 이민족의 풍습을 따르며 이집트와 이스라엘을 쳐 정복했다. 또한 유대인들과 유대교를 박해했다.
2장 이때 마카베오의 아버지이자 사제인 마타티아스는 그의 다섯 아들과 함께 이민족들의 제사를 거부하고 임금의 신하를 죽이고 제단을 헐어버린 뒤 아들들과 함께 산으로 도망쳤다. 마티타아스는 산에서 그를 쫓아오는 군대에 맞서 투쟁을 하며 여러 곳을 돌아다니며 이민족들의 제단을 헐고 유대인들에게 할례를 베풀었다.
3장 마타티아스는 얼마 후 유언을 남기고 죽고 그의 아들 유다 마카베오가 그의 뒤를 잇는다. 유다 마카베오는 벳 호른에서 아폴로니우스가 이끄는 이민족들과 아시리아인들에 맞서 승리를 거두었다. 이후 안티오코스는 페르시아 지역을 떠나며 왕족인 리시아스를 섭정으로 임명한다.
리시아스는 도리메네스의 아들 프톨레마이오스와 니카노르, 고르기아스를 부하로 뽑아 유대인들을 정벌하기 위해 군대를 파견한다. 그러나 온 유대인들이 단결하고 시리아 군대와 필리시테인 지방의 있던 군대도 유대인들과 힘을 합쳐 미츠파에 모인다.
4장 미츠파에 모인 유대인들은 엠마오에서 고르기아스를 무찌르고 대승을 거둔다. 이 소식을 들은 리시아스는 크게 낙담하고 이듬해 유대인들을 제압하기 위해 보병 6만과 기병 5000을 소집해 이두매아 지역으로 진격했으나 크게 패배하여 안티오키아로 퇴각하고 만다.
그리고 마카베오와 그의 형제들은 성전을 정화하고 다시 봉헌했다.
5장 제단이 복구되고 성소가 봉헌되었다는 소식을 듣은 이민족들은 유대인들을 공격했으나 아크라바테네에서 이두매인들은 크게 패하고 암몬인들 역시 정벌당한다. 그러자 이민족들은 자기 영토 안의 유대인들을 박해하기 시작했고 길앗과 갈릴래아 지역의 유대인들이 크게 핍박을 받았다.
그러자 시몬이 나서 함께 갈릴래아로 가서 이민족들과 맞서 싸웠고 병사 3000명을 쓰러뜨렸으며 많은 전리품을 거두었다. 마카베오와 그의 동생 요나단은 요르단강을 건너 진군해 여러 이민족들과 티모테오스를 무찔렀다. 하지만 즈카르야의 아들 요셉과 아자르야는 과신을 하며 얌니아로 진군하다가 고르기아스에게 크게 패배했다.
유대인들은 이두매아와 필리시테인 지역에서 또 다시 대승을 거두고 많은 전리품들을 얻었다.
6장 내륙 여러 지방을 돌아다니던 안티오코스 에피파네스는 페르시아 지역의 엘리마이스를 공격했으나 오히려 패배했고 바빌론으로 향한다. 그곳에서 유대인들에게 자신의 군대가 크게 패했다는 소식을 들은 안티오코스는 큰 충격을 받았고 결국 화병이 나 죽고 만다. 안티오코스가 죽자 그의 아들 안티오코스 에우파토르가 뒤를 잇는다.
예루살렘에서는 성채에 있는 자들이 이민족들을 지원하며 못된 짓들을 하자 유대인들은 예루살렘 성채를 포위했다. 그러자 안티오코스가 나섰으나 벳 즈카르야 전투에서 유대인들에게 크게 패하고 벳 추르가 점령당했으며 시온이 포위되었다.
결국 안티오코스는 화친을 제의했고 리시아스는 급히 철군하였다.
7장 한편 셀레우코스의 아들 데메트리오스가 로마에서 빠져나와 리시아스와 안티오코스 에우파토르를 살해하고 데메트리오스 1세로 왕위에 올랐다. 데메트리오스는 자신의 벗 바키데스를 부하로 뽑고 유프라테스강 서쪽 지방의 총독으로 임명하고 사악한 대사제 알키모스를 보내 유대 지역을 정벌하도록 명령한다.
도중 알키모스가 대사제직에서 해임당하려는 위기를 맞자 그 사이에 그의 군대가 이스라엘 전역을 약탈하고 큰 피해를 입힌다. 한편 옛 리시아스의 부하였던 니카노르는 데메트리오스에게로 귀화해 시리아 군대와 함께 카파르살라마 부근에서 유대인들과 맞서 싸웠다. 그러나 벳 호론 지역에서 크게 패하고 니카노르는 전사했다.
8장 유대인들은 로마인들의 명성을 듣고 아코츠의 손자이자 요한의 아들 에우폴레모스와 엘아자르의 아들 야손을 뽑아 로마로 보내 우호 동맹을 맺게 하는데 유대와 로마가 위험에 처하면 언제든지 도와주겠다고 서로 약속했다.
9장 셀레우코스 제국에서는 데메트리오스 1세가 니카노르가 전사했다는 소식을 듣고 직접 군대를 이끌고 바키데스, 알키모스와 함께 유대 지방으로 쳐들어갔다. 그들은 행군을 하며 아르벨라의 매살롯에 진을 치고 그곳을 페허로 만들어 버렸고 군대 수에 놀란 유대군들을 전투를 치르기도 전에 도망쳐 버리고 말았다.
마지막 800명의 군사만 남자 유다 마카베오는 엘리사에 진을 치고 최후의 전투를 감행해 싸우다가 결국 전사했다. 이로써 유대군은 다 흩어지고 동생 요나단과 저항 지도자 시몬만이 살아남아 마카베오의 장례를 치렀다.
마카베오가 죽자 동생 요나단이 뒤를 잇게 되었다. 요나단은 군대를 재정비하여 아스파르 못 가에 진을 치고 싸워 바키데스를 무찔렀다. 바키데스는 도망쳐서 예리코와 예루살렘, 벳 호론, 베텔, 팀나 등 유대의 주요 성읍 요새들을 튼튼히 하고 수비했다.
이후 알키모스는 죽고 바키데스는 벳 바시에서 요나단과 시몬에게 다시 크게 패해 유대를 떠나고 말았다.
10장 쫓겨났던 셀레우코스 제국의 전 왕 안티오코스 에우파토르의 아들 알렉산드로스 에피파네스는 반란을 일으켜 프톨레마이스에 상륙해 그곳을 점령한다. 그러자 데메트리오스는 군대를 보내고 요나단이 알렉산드로스와 화친을 맺기 전에 먼저 화친을 맺자는 작전을 세웠다.
또한 데메트리오스는 유대 민족에게 새로운 제안을 하기까지 했으나 알렉산드로스와 전투 중 전사하고 알렉산드로스가 왕위에 올라 이집트의 파라오 프톨레미오스에게 서신을 보내 딸 클레오파트라와 혼인을 한다. 그리고 알렉산드로스는 요나단과 맹약을 맺었다.
한편 데메트리오스의 잔당이자 아들인 데메트리오스 니카토르는 크레타섬에서 나와 아폴로니우스를 보낸다. 자신의 영토를 지나게 해달라는 아폴로니우스의 서신을 받은 요나단은 분노해 시몬과 함께 군사 1만 명을 뽑아 예루살렘에서 나와 아스돗에서 결전을 벌였고 아폴로니우스는 크게 패했으며 알렉산드로스 왕은 그 소식을 듣고 요나단을 더욱 영예롭게 하고 많은 선물을 보낸다.
11장 아폴로니우스가 패배하자 데메트리오스 니카토르는 이집트 파라오 프톨레마이오스와 동맹을 맺었다. 그러자 알렉산드로스 발라스와 프톨레마이오스는 킬리키아 지역에서 전투를 벌였고 알렉산드로스는 전사했으며 프톨레마이오스도 3일 뒤 요새에서 사망한다. 그의 부하 장수들도 그곳 주민들에게 살해당하면서 데메트리오스 니카토르가 데메트리오스 2세로 즉위한다.
요나단은 이를 경계해 데메트리오스 2세와 동맹을 맺고 영토를 세 구역으로 나눈다. 한편 데메트리오스의 휘하 장수 디오도토스 트리폰은 흉계를 꾸며 데메트리오스의 아들 안티오코스 디오니수스를 아라비아인 이말쿠에에게로 보낸다. 요나단은 셀레우코스 제국에 반란이 일어나자 데메트리오스를 도와 안티오키아로 용사 3000명을 보내 승리하지만 데메트리오스는 요나단이 자신과 한 약속을 어겨 사이가 나빠졌다.
그러자 요나단은 디오도토스 트리폰과 동맹을 맺고 겐네사렛 호숫가에서 데메트리오스와 전투를 벌여 승리한다.
12장 요나단은 로마와 맺은 동맹을 강화하고 스파르타인들에게도 편지를 보낸다. 요나단과 시몬은 하맛 지방에서 다시 한번 데메트리오스를 무찌르고 승리한다. 이때 트리폰이 데메트리오스의 아들 안티오코스를 죽이고 왕이 되려 하자 요나단은 이를 용납하지 않고 트리폰을 공격한다.
그러자 트리폰은 요나단을 후히 대접하고 군사를 돌려보내게 한다. 그러나 이것은 트리폰의 흉계였고 요나단은 그곳 주민들에게 붙잡혔고 그의 부하 장수들과 군사들이 살해당한다. 트리폰은 군대를 보내 남은 요나단의 군사들을 전멸시키려 했으나 오히려 패했다.
13장 요나단이 사로잡히자 그의 형 시몬이 뒤를 이었고 마침내 요나단은 트리폰에게 살해당했다. 셀레우코스 제국에서는 디오도토스 트리폰이 데메트리오스 2세를 폐위시키고 안티오코스 디오니수스를 안티오코스 6세로 왕위에 올려 모시다가 도리어 그를 살해하고 왕위에 올랐다.
14장 시몬은 쫓겨난 데메트리오스 2세와 동맹을 맺고 트리폰에 맞서 가자라에서 진을 치고 전투 끝에 점령하였고 예루살렘 성채에서는 악한 무리들을 쫓아냈다. 그러다 데메트리오스가 트리폰과 싸우다가 페르시아와 메디아의 왕 아르사케스에게 사로잡히고 만다.
시몬은 로마와 스파르타와 맺은 동맹을 재확인하고 부흥을 꾀한다.
15장 안티오코스 6세의 아들 안티오코스 시데테스는 유대인들에게 편지를 보내고 트리폰을 공격한다. 시몬은 안티오코스와 동맹을 맺고 트리폰과 싸우려 했으나 안티오코스는 시몬을 배반하고 말았다. 트리폰은 배를 타고 오르토시아로 달아나고 안티오코스 시데테스가 안티오코스 7세로 왕위에 올랐다.
안티오코스는 켄데배오스를 해안 지역 수장으로 임명하고 유대를 침공하도록 한다. 켄데배오스는 얌니아로 가 물건을 약탈하고 백성들을 괴롭혔다. 시몬은 아들 유다, 요한과 켄데배오스를 공격해 대승을 거두었다.
16장 그러나 그 무렵 아부보스의 아들 프톨레마이오스가 예리코 평야에서 장수로 임명되었다. 그런데 그는 교만해져 시몬과 아들들을 없앨 흉계를 꾸몄다. 시몬은 자기 아들 마타티아스와 유다를 데리고 예리코로 내렸갔다. 기회를 였보던 프톨레마이오스는 흉계를 써서 시몬은 술에 취하게 만든 뒤 덮쳐 시몬과 그의 아들들을 살해하였다.
그 뒤 프톨레마이오스는 이 사실을 셀레우코스 제국의 왕 안티오코스 7세에게 알려 군사를 보내달라고 했다. 그리고 시몬의 남은 아들 요한을 죽이려고 가자라로 군대를 보냈다.
요한은 이에 깜짝 놀라 자기들을 죽이러 온 병사들을 미리 알고 그들을 죽였다. 이를 끝으로 마카베오기 상권의 기록은 마무리된다.

## 마카베오기 상권에 등장하는 주요 전쟁
- 제1차 유대-셀레우코스 전쟁
- 제2차 유대-셀레우코스 전쟁
- 제3차 유대-셀레우코스 전쟁
- 제4차 유대-셀레우코스 전쟁
- 얌니아 전투
- 제5차 유대-셀레우코스 전쟁
- 가자라, 예루살렘 전투
- 제6차 유대-셀레우코스 전쟁

## 같이 보기
- 마카베오기 하권 (제2서)
- 마카베오기 제3서
- 마카베오기 제4서